# Viratelle

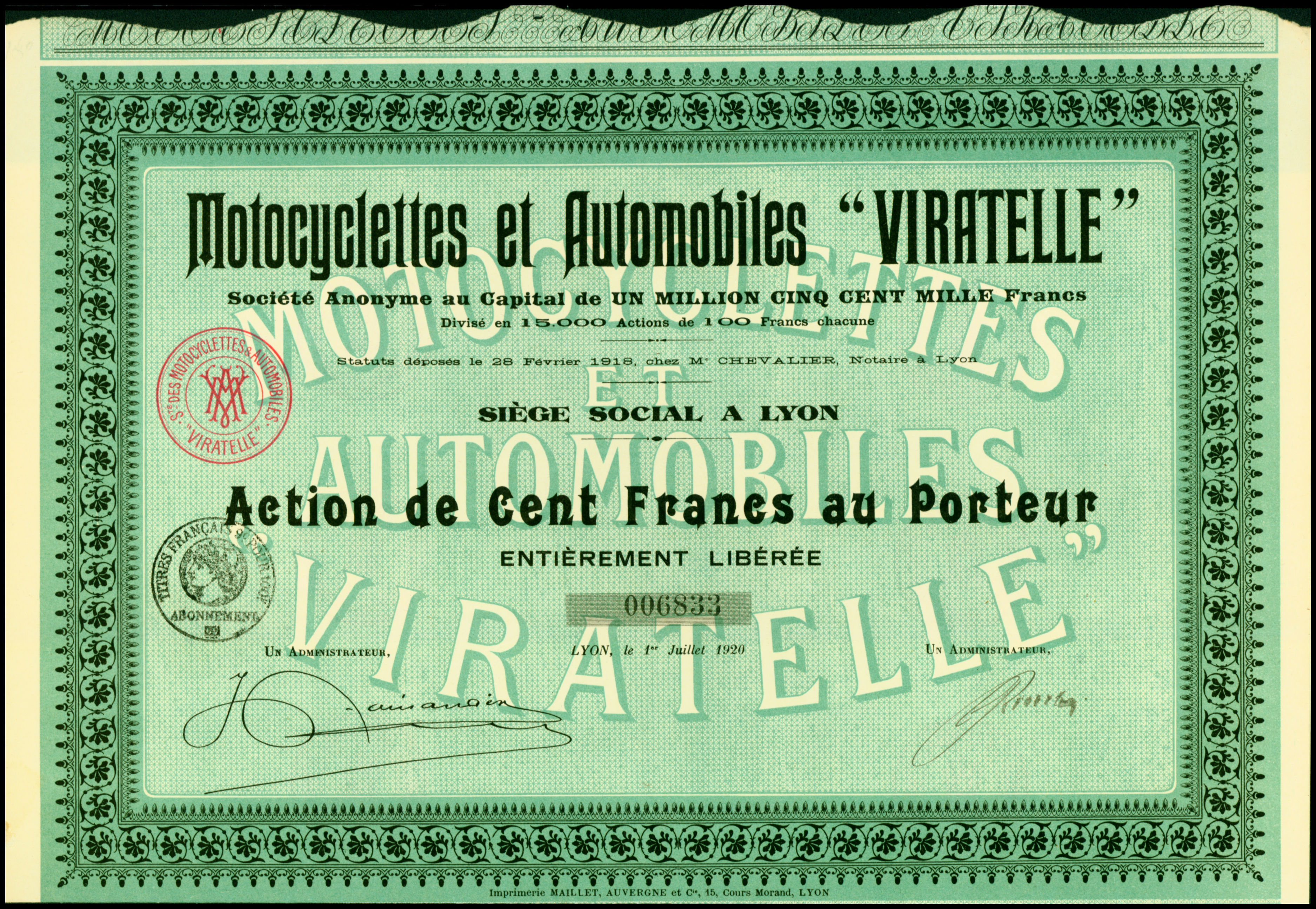
Aktie der Société Anonyme des Motocyclettes et Automobiles Viratelle vom 1. Juli 1920

Die Société Anonyme des Motocyclettes et Automobiles Viratelle war ein französischer Hersteller von Automobilen und Motorrädern.

## Unternehmensgeschichte
Das Unternehmen aus Lyon begann 1919 mit der Produktion von Motorrädern. 1922 kam der Automobilbau dazu. Der Markenname lautete Viratelle. 1924 endete die Produktion. Die Verbindung zu Blanc, Garin & Cie. aus Paris, die zwischen 1907 und 1924 Motorräder herstellten und als Viratelle vermarkteten, ist unklar.

## Automobile
Hergestellt wurden Cyclecars. Motoren und einige andere Teile wurden dem eigenen Motorradbau entnommen. Der Hubraum der Motoren betrug 350 cm³ und möglicherweise auch 686 cm³.